# Rennerhof
Rennerhof ist ein Ortsteil der niederbayrischen Gemeinde Oberschneiding im Landkreis Straubing-Bogen.
Der Weiler liegt etwa 1,5 Kilometer vom Ort Oberschneiding entfernt und liegt an der Kreisstraße SR 72 und der Bundesstraße 20.

## Allgemeines
Der Ort Rennerhof ist ein schon seit über hundert Jahren bewohnter Weiler. In diesem befindet sich ein Jagdschloss, welches von Landwirt Rabl aus Münchshöfen erbaut wurde und immer noch als Austragungsort für Jagden genutzt wird.